# Капан-да-Каноа
Капан-да-Каноа (порт. Capão da Canoa) — муниципалитет в Бразилии. входит в штат Риу-Гранди-ду-Сул. Составная часть мезорегиона Агломерация Порту-Алегри. Входит в экономико-статистический микрорегион Озориу, который входит в Агломерация Порту-Алегри. Население составляет 38 647 человек на 2006 год. Занимает площадь 97,096 км². Плотность населения — 398,0 чел./км².
Праздник города — 12 апреля.

## История
Город основан 4 декабря 1982 года.

## Статистика
- Валовой внутренний продукт на 2003 год составляет 234.554.923,00 реалов (данные: Бразильский институт географии и статистики).
- Валовой внутренний продукт на душу населения на 2003 год составляет 6.718,85 реалов (данные: Бразильский институт географии и статистики).
- Индекс развития человеческого потенциала на 2000 год составляет 0,806 (данные: Программа развития ООН).